# Lampides leiothrix
Lampides leiothrix är en fjärilsart som beskrevs av Hans Fruhstorfer 1916. Lampides leiothrix ingår i släktet Lampides och familjen juvelvingar. Inga underarter finns listade i Catalogue of Life.